# John Dean
John Anthony Dean (nascido em 22 de dezembro de 1947) é um ex-ciclista neozelandês que competia no ciclismo de estrada e pista. Representou seu país, Nova Zelândia, nos Jogos Olímpicos de Verão de 1968 e 1972.